# Високе (Богодухівський район)
Високе — село в Золочівській громаді Богодухівського району Харківської області України. Населення становить 120 осіб.
До 2016 року село носило назву Жовтневе.

## Географія
Село Високе знаходиться за 3 км від Рогозянського водосховища (лівий берег), на відстані 3 км розташовані село Маяк і залізнична станція Рогозянка. Поруч із селом великий масив садових ділянок.

## Історія
12 червня 2020 року, розпорядженням Кабінету Міністрів України № 725-р «Про визначення адміністративних центрів та затвердження територій територіальних громад Харківської області», увійшло до складу Золочівської селищної громади.
19 липня 2020 року, в результаті адміністративно-територіальної реформи та ліквідації Золочівського району, село увійшло до складу Богодухівського району.

## Урбаноніми
| Назва урбаноніма | Короткі відомості про урбанонім | Координати (початок-кінець) | Зображення |
| ---------------- | ------------------------------- | --------------------------- | ---------- |
| вулиця Радянська |                                 |                             |            |
| вулиця Степова   |                                 |                             |            |
| вулиця Широка    |                                 |                             |            |